# 山橘树
山橘树（学名：Glycosmis cochinchinensis）为芸香科山小橘属下的一个种。

## 扩展阅读
- 維基物種上的相關：山橘树